# Taça dos Campeões Europeus de Hóquei em Patins de 1984-85
A Taça dos Campeões Europeus de Hóquei em Patins de 1984-85 foi a 20ª edição da Taça dos Campeões.
Pela décima vez na história e sendo a oitava vitória consecutiva, o FC Barcelona voltava a ser campeão da Europa ao derrotar o FC Porto, numa final decidida num desempate por penáltis.

## Equipas participantes
| País               | Clube            | Classificação                                                     |
| ------------------ | ---------------- | ----------------------------------------------------------------- |
| Alemanha Ocidental | RSC Cronenberg   | Campeão da Liga Alemã-Ocidental de 1983/84                        |
| Bélgica            | Royal Sunday     | Wildcard                                                          |
| Espanha            | FC Barcelona     | Campeão Europeu de 1983/84 e Campeão da Liga Espanhola de 1983/84 |
| Espanha            | CP Tordera       | 2.º lugar da Liga Espanhola de 1983/84                            |
| França             | US Coutras       | Campeão da Liga Francesa de 1983/84                               |
| Inglaterra         | Southsea RHC     | Campeão da Liga Inglesa de 1983/84                                |
| Itália             | Amatori Vercelli | Campeão da Liga Italiana de 1983/84                               |
| Países Baixos      | RC Lichtstad     | Campeão da Liga Neerlandesa de 1983/84                            |
| Portugal           | FC Porto         | Campeão da Liga Portuguesa de 1983/84                             |
| Suíça              | Montreux HC      | Campeão da Liga Suíça de 1983/84                                  |

## Jogos

### 1ª Eliminatória
| Equipa 1       | Total | Equipa 2    | 1.ª Mão | 2.ª Mão |
| -------------- | ----- | ----------- | ------- | ------- |
| RSC Cronenberg | 5-11  | CP Tordera  | 3-5     | 2-6     |
| Royal Sunday   | 18-16 | Montreux HC | 8-10    | 10-6    |

### Fase Final
|  | Quartos-de-final | Quartos-de-final  | Quartos-de-final | Quartos-de-final |                  |              | Meias-finais | Meias-finais | Meias-finais |  |          | Final | Final | Final |
|  |                  |                   |                  |                  |                  |              |              |              |              |  |          |       |       |       |
|  | 1                | RC Lichtstad      | 11               | 4                |                  |              |              |              |              |  |          |       |       |       |
|  | 8                | US Coutras        | 1                | 2                |                  |              |              |              |              |  |          |       |       |       |
|  | 8                | US Coutras        | 1                | 2                |                  | RC Lichtstad | 4            | 1            |              |  |          |       |       |       |
|  |                  |                   |                  |                  |                  | RC Lichtstad | 4            | 1            |              |  |          |       |       |       |
|  |                  | FC Porto          | 4                | 7                |                  |              |              |              |              |  |          |       |       |       |
|  | 4                | FC Porto          | 4                | 7                | FC Porto         | 12           | 9            |              |              |  |          |       |       |       |
|  | 4                |                   |                  |                  | FC Porto         | 12           | 9            |              |              |  |          |       |       |       |
|  | 5                | Royal Sunday      | 3                | 4                |                  |              |              |              |              |  |          |       |       |       |
|  | 5                | Royal Sunday      | 3                | 4                |                  |              |              |              |              |  | FC Porto | 5     | 4(0)  |       |
|  |                  |                   |                  |                  |                  |              |              |              |              |  | FC Porto | 5     | 4(0)  |       |
|  |                  | FC Barcelona (gp) | 4                | 5(1)             |                  |              |              |              |              |  |          |       |       |       |
|  | 3                | FC Barcelona (gp) | 4                | 5(1)             | Amatori Vercelli | 6            | 2(1)         |              |              |  |          |       |       |       |
|  | 3                |                   |                  |                  | Amatori Vercelli | 6            | 2(1)         |              |              |  |          |       |       |       |
|  | 6                | CP Tordera (gp)   | 4                | 4(2)             |                  |              |              |              |              |  |          |       |       |       |
|  | 6                | CP Tordera (gp)   | 4                | 4(2)             |                  | CP Tordera   | 5            | 6            |              |  |          |       |       |       |
|  |                  |                   |                  |                  |                  | CP Tordera   | 5            | 6            |              |  |          |       |       |       |
|  |                  | FC Barcelona      | 7                | 10               |                  |              |              |              |              |  |          |       |       |       |
|  | 2                | FC Barcelona      | 7                | 10               | Southsea RHC     | 2            | 5            |              |              |  |          |       |       |       |
|  | 2                |                   |                  |                  | Southsea RHC     | 2            | 5            |              |              |  |          |       |       |       |
|  | 7                | FC Barcelona      | 9                | 12               |                  |              |              |              |              |  |          |       |       |       |
|  | 7                | FC Barcelona      | 9                | 12               |                  |              |              |              |              |  |          |       |       |       |

### Quartos-de-final
| Equipa 1         | Total        | Equipa 2     | 1.ª Mão | 2.ª Mão |
| ---------------- | ------------ | ------------ | ------- | ------- |
| RC Lichtstad     | 15-3         | US Coutras   | 11-1    | 4-2     |
| FC Porto         | 21-7         | Royal Sunday | 12-3    | 9-4     |
| Amatori Vercelli | 8-8 (1-2 gp) | CP Tordera   | 6-4     | 2-4     |
| Southsea RHC     | 7-21         | FC Barcelona | 2-9     | 5-12    |

### Meias-finais
| Equipa 1     | Total | Equipa 2     | 1.ª Mão | 2.ª Mão |
| ------------ | ----- | ------------ | ------- | ------- |
| RC Lichtstad | 5-11  | FC Porto     | 4-4     | 1-7     |
| CP Tordera   | 11-17 | FC Barcelona | 5-7     | 6-10    |

### Final
| Equipa 1 | Total        | Equipa 2     | 1.ª Mão | 2.ª Mão |
| -------- | ------------ | ------------ | ------- | ------- |
| FC Porto | 9-9 (0-1 gp) | FC Barcelona | 5-4     | 4-5     |

| Campeão Europeu 1984-85    |
| -------------------------- |
|                            |
| FC Barcelona (10.º título) |

### Internacional
- Ligações para todos os sítios de hóquei
- Mundook- Sítio com notícias de todo o mundo do hóquei
- Hoqueipatins.com - Sítio com todos os resultados de Hóquei em Patins